# Berihu Aregawi
Berihu Aregawi (Atsbi, 28 febbraio 2001) è un mezzofondista etiope.

## Biografia
Nel 2021 ha stabilito con il tempo di 12'49" il record del mondo dei 5 km su strada.
Il 30 giugno 2023 vincendo i 5000 m piani dell'Athletissima a Losanna con un tempo di 12'40"45 è diventato il quinto uomo più veloce della storia su questa distanza. Nel 2024 vince la medaglia d'argento nei 10000 metri piani alle Olimpiadi di Parigi.

## Palmarès
| Anno | Manifestazione               | Sede         | Evento         | Risultato | Prestazione | Note                                     |
| ---- | ---------------------------- | ------------ | -------------- | --------- | ----------- | ---------------------------------------- |
| 2018 | Mondiali under 20            | Tampere      | 10000 m piani  | Bronzo    | 27'48"41    | Miglior prestazione personale            |
| 2018 | Giochi olimpici giovanili    | Buenos Aires | 3000 m piani   | Argento   | 8'09"17     | Miglior prestazione personale            |
| 2018 | Giochi panafricani giovanili | Algeri       | 3000 m piani   | Oro       | 7'50"98     | Miglior prestazione personale            |
| 2021 | Giochi olimpici              | Tokyo        | 10000 m piani  | 4º        | 27'46"16    |                                          |
| 2022 | Mondiali indoor              | Belgrado     | 3000 m piani   | Batteria  | 7'58"59     |                                          |
| 2022 | Mondiali                     | Eugene       | 10000 m piani  | 7º        | 27'31"00    |                                          |
| 2023 | Mondiali di cross            | Bathurst     | Corsa seniores | Argento   | 29'26"      |                                          |
| 2023 | Mondiali di cross            | Bathurst     | A squadre      | Argento   | 33 p.       |                                          |
| 2023 | Mondiali                     | Budapest     | 5000 m piani   | 8º        | 13'12"99    |                                          |
| 2023 | Mondiali                     | Budapest     | 10000 m piani  | 4º        | 27'55"71    |                                          |
| 2024 | Mondiali di cross            | Belgrado     | Corsa seniores | Argento   | 28'12"      |                                          |
| 2024 | Mondiali di cross            | Belgrado     | A squadre      | Bronzo    | 40 p.       |                                          |
| 2024 | Giochi olimpici              | Parigi       | 10000 m piani  | Argento   | 26'43"44    |                                          |
| 2025 | Mondiali indoor              | Nanchino     | 3000 m piani   | Argento   | 7'46"25     | Miglior prestazione personale stagionale |

## Campionati nazionali
2018
- Oro ai campionati etiopi juniores, 10000 m piani - 29'36"67

2021
- Oro ai campionati etiopi, 10000 m piani - 28'20"2

## Altre competizioni internazionali
2019

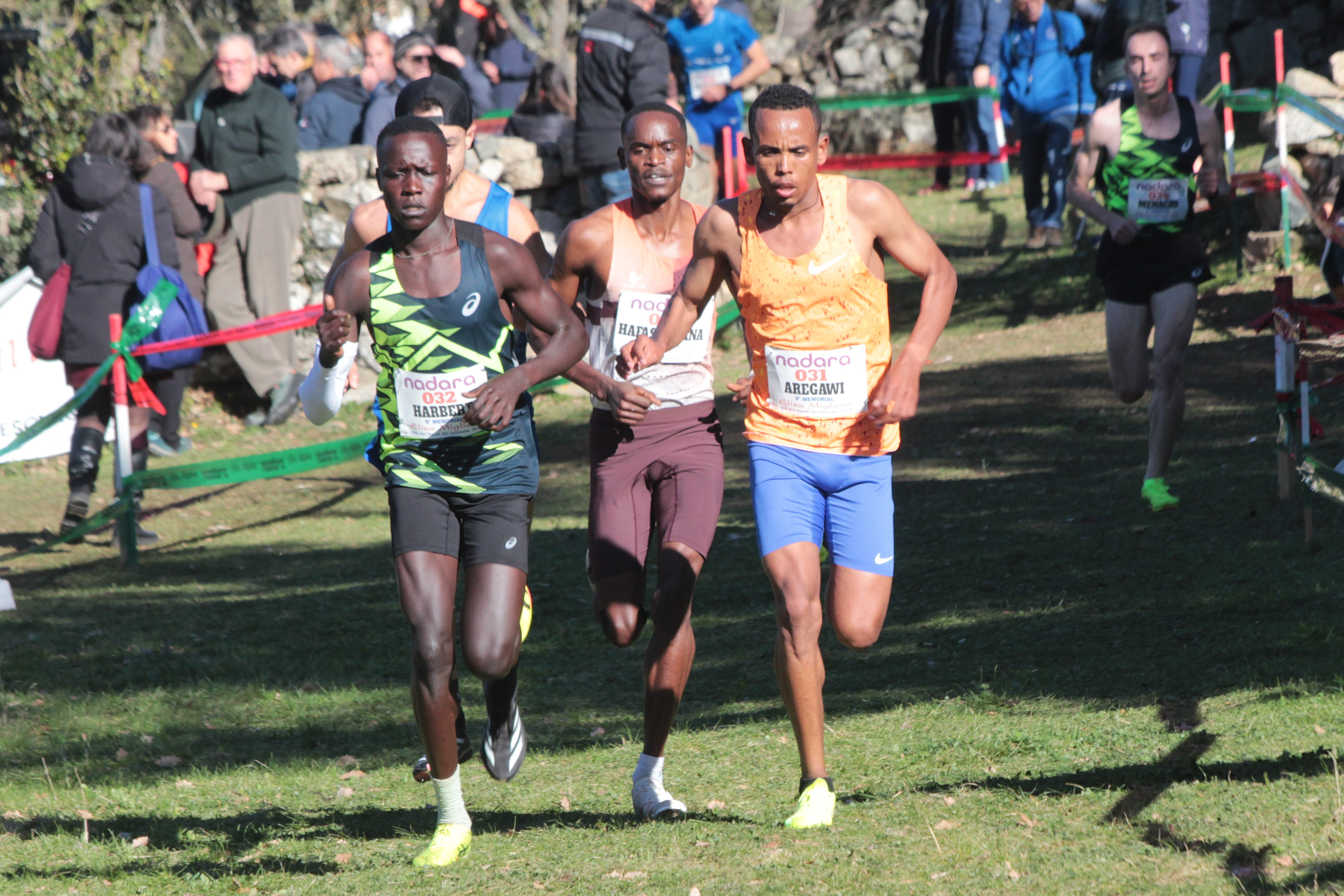
Aregawi al Cross di Alà dei Sardi.

- 8º alla Corrida Internacional de São Silvestre ( San Paolo), 15 km - 46'09"

2021
- 5º al Prefontaine Classic ( Eugene), 2 miglia - 8'11"04
- Argento all'Athletissima ( Losanna), 3000 m piani - 7'33"39
- Oro alla Weltklasse Zürich ( Zurigo), 5 km - 12'59"
- Vincitore della Diamond League nella specialità dei 3000 / 5000 m piani
- Oro alla Cursa dels Nassos ( Barcellona), 5 km - 12'49

2022
- Oro al Prefontaine Classic ( Eugene), 5000 m piani - 12'50"05
- Argento all'Herculis ( Monaco), 3000 m piani - 7'26"81

2023
- Oro all'Athletissima ( Losanna), 5000 m piani - 12'40"45
- Argento all'Herculis ( Monaco), 5000 m piani - 12'42"58
- 14º al Golden Gala ( Firenze), 5000 m piani - 13'04"52
- Bronzo al Doha Diamond League ( Doha), 3000 m piani - 7'27"61
- 6º al Prefontaine Classic ( Eugene), 3000 m piani - 7'28"38
- Oro alla San Silvestre Vallecana ( Madrid) - 27'15"

2024
- Argento al Kamila Skolimowska Memorial ( Chorzów), 3000 m piani - 7'21"28
- Oro al Memorial Van Damme ( Bruxelles), 5000 m piani - 12'43"66
- 6ª al Golden Gala ( Roma), 5000 m piani - 12'54"12
- Vincitore della Diamond League nella specialità dei 3000 / 5000 m piani
- Oro alla San Silvestre Vallecana ( Madrid) - 26'32"
- Oro al Cross Internacional Juan Muguerza ( Elgoibar) - 30'34"

2025
- Argento al Prefontaine Classic ( Eugene), 10000 m piani - 26'43"84
- Oro alla Shanghai Diamond League ( Shaoxing), 5000 m piani - 12'50"45
- Oro al Cross Internacional Juan Muguerza ( Elgoibar) - 29'36"
- Oro al Cross di Alà dei Sardi ( Alà dei Sardi) - 29'46"